# سوزان جيلمور
سوزان جيلمور (بالإنجليزية: Susan Gilmore)‏ هي ممثلة بريطانية، ولدت في 24 نوفمبر 1954 في لندن في المملكة المتحدة.

## وصلات خارجية
- سوزان جيلمور على موقع IMDb (الإنجليزية)
- سوزان جيلمور على موقع قاعدة بيانات الفيلم (الإنجليزية)